# Baltic Cup 1931
Der Baltic Cup 1931 war die 4. Austragung des Turniers der Baltischen Länder, dem Baltic Cup. Das Turnier für Fußballnationalteams fand zwischen dem 30. August und 1. September 1931 in Estland statt. Ausgetragen wurden die Spiele im Kadrioru Staadion in Tallinn. Die Estnische Fußballnationalmannschaft gewann als erstes der drei Baltischen Länder den Titel zum zweiten Mal. Der schwedische Schiedsrichter Osborn Wenzel leitete die drei Länderspiele. Mit je zwei Toren wurden Friedrich Karm und Eduard Ellman-Eelma Torschützenkönig.

## Gesamtübersicht
Tabelle nach Zwei-Punkte-Regel.
| Pl. | Land     | Sp. | S | U | N | Tore    | Diff. | Punkte |
| --- | -------- | --- | - | - | - | ------- | ----- | ------ |
| 1.  | Estland  | 2   | 2 | 0 | 0 | 005:100 | +4    | 04     |
| 2.  | Lettland | 2   | 1 | 0 | 1 | 002:300 | −1    | 02     |
| 3.  | Litauen  | 2   | 0 | 0 | 2 | 000:300 | −3    | 0      |

|                              |   |          |     |
| 30. August 1931 in Tallinn   |   |          |     |
| Estland                      | – | Litauen  | 2:0 |
| 31. August 1931 in Tallinn   |   |          |     |
| Lettland                     | – | Litauen  | 1:0 |
| 1. September 1931 in Tallinn |   |          |     |
| Estland                      | – | Lettland | 3:1 |

## Estland gegen Litauen
| Estland                                        | Estland | Litauen | Litauen |
| ---------------------------------------------- | --- | --- | ------- |
| Estland                                        | \| 30. August 1931 in Tallinn (Kadrioru staadion) \| \| Ergebnis: 2:0 (1:0) \| \| Zuschauer: 4.200 \| \| Schiedsrichter: Osborn Wenzel ( Schweden) \| \| Spielbericht \|                                                | \| 30. August 1931 in Tallinn (Kadrioru staadion) \| \| Ergebnis: 2:0 (1:0) \| \| Zuschauer: 4.200 \| \| Schiedsrichter: Osborn Wenzel ( Schweden) \| \| Spielbericht \| | Litauen |
| Estland                                        | Evald Tipner, Eugen Einman , Artur Tarimäe, Otto Reinlo, Karl-Rudolf Sillak, Elmar Saar (46. Heinrich Koort), Helmuth Räästas, Heinrich Uukkivi (46. Arnold Pihlak), Eduard Ellman-Eelma, Arnold Laasner, Leonhard Kass | Viktoras Abramikas (84. Juozas Igovinas), Nikodemas Čerekas, Romualdas Žebrauskas, Fridrichas Tepferis, Romualdas Marcinkus , Antanas Vilimavičius, Jonas Brazauskas, Leonas Raclauskas (46. Leonas Efišovas), Antanas Lingis, Vilius Trumpjonas (46. Jaroslavas Citavičius), Petras Janulevičius Cheftrainer: Vinzenz Dittrich ( Österreich) | Litauen |
| Estland                                        | 1:0 Eduard Ellman-Eelma (13.) 2:0 Leonhard Kass (50.) | | Litauen |
| 30. August 1931 in Tallinn (Kadrioru staadion) | | |         |
| Ergebnis: 2:0 (1:0)                            | | |         |
| Zuschauer: 4.200                               | | |         |
| Schiedsrichter: Osborn Wenzel ( Schweden)      | | |         |
| Spielbericht                                   | | |         |

## Lettland gegen Litauen
| Lettland                                       | Lettland | Litauen | Litauen |
| ---------------------------------------------- | --- | --- | ------- |
| Lettland                                       | \| 31. August 1931 in Tallinn (Kadrioru staadion) \| \| Ergebnis: 1:0 (1:0) \| \| Zuschauer: 2.000 \| \| Schiedsrichter: Osborn Wenzel ( Schweden) \| \| Spielbericht \|                                           | \| 31. August 1931 in Tallinn (Kadrioru staadion) \| \| Ergebnis: 1:0 (1:0) \| \| Zuschauer: 2.000 \| \| Schiedsrichter: Osborn Wenzel ( Schweden) \| \| Spielbericht \| | Litauen |
| Lettland                                       | Arvīds Jurgens, Voldemārs Grāvelis, Rūdolfs Kundrāts, Voldemārs Roze, Voldemārs Bērziņš (46. Česlavs Stančiks), Jānis Lidmanis, Jānis Škincs, Juris Skadiņš, Ēriks Pētersons, Arnolds Štauvers, Aleksejs Andrejevs | Viktoras Abramikas, Nikodemas Čerekas, Romualdas Žebrauskas, Juozas Prižgintas, Antanas Vilimavičius, Petras Janulevičius (46. Jonas Brazauskas), Fridrichas Tepferis, Leonas Raclauskas, Antanas Lingis, Jaroslavas Citavičius (46. Vilius Trumpjonas), Romualdas Marcinkus Cheftrainer: Vinzenz Dittrich ( Österreich) | Litauen |
| Lettland                                       | 1:0 Ēriks Pētersons (11.) | | Litauen |
| 31. August 1931 in Tallinn (Kadrioru staadion) | | |         |
| Ergebnis: 1:0 (1:0)                            | | |         |
| Zuschauer: 2.000                               | | |         |
| Schiedsrichter: Osborn Wenzel ( Schweden)      | | |         |
| Spielbericht                                   | | |         |

## Estland gegen Lettland
| Estland                                          | Estland | Lettland | Lettland |
| ------------------------------------------------ | --- | --- | -------- |
| Estland                                          | \| 1. September 1931 in Tallinn (Kadrioru staadion) \| \| Ergebnis: 3:1 (1:1) \| \| Zuschauer: 6.500 \| \| Schiedsrichter: Osborn Wenzel ( Schweden) \| \| Spielbericht \|                                  | \| 1. September 1931 in Tallinn (Kadrioru staadion) \| \| Ergebnis: 3:1 (1:1) \| \| Zuschauer: 6.500 \| \| Schiedsrichter: Osborn Wenzel ( Schweden) \| \| Spielbericht \|                                    | Lettland |
| Estland                                          | Evald Tipner, Eugen Einman , Artur Tarimäe, Otto Reinlo, Karl-Rudolf Sillak, Karl-Richard Idlane, Helmuth Räästas, Osvald Kastanja (19. Friedrich Karm), Leonhard Kass, Eduard Ellman-Eelma, Arnold Laasner | Arvīds Jurgens, Voldemārs Grāvelis, Rūdolfs Kundrāts, Voldemārs Roze, Voldemārs Bērziņš, Juris Skadiņš, Ēriks Pētersons (46. Voldemārs Žins), Arnolds Štauvers, Hermanis Jēnihs, Jānis Lidmanis, Jānis Škincs | Lettland |
| Estland                                          | 1:0 Eduard Ellman-Eelma (10.) 2:1 Friedrich Karm (51.) 3:1 Friedrich Karm (67.) | 1:1 Jānis Škincs (16.) | Lettland |
| 1. September 1931 in Tallinn (Kadrioru staadion) | | |          |
| Ergebnis: 3:1 (1:1)                              | | |          |
| Zuschauer: 6.500                                 | | |          |
| Schiedsrichter: Osborn Wenzel ( Schweden)        | | |          |
| Spielbericht                                     | | |          |